# TWENTY (ボーイズIIメンのアルバム)
『TWENTY』（トゥエンティ）は、Boyz II Menの11作目のオリジナル・アルバムである。日本で2011年10月12日に発売されたのち、同月25日にアメリカで発売された。アルバムはBillboard 200で初登場20位を獲得し、発売初週で1万8400枚の売上を記録した。なお、ビルボード誌のTop R&B/Hip-Hop Albumsで最高位4位を獲得。

## 概要
デビュー20周年を記念したアルバム。
プロデューサーとしてジャム&ルイス、ベイビーフェイス、テディ・ライリーらが参加している。
2枚組での発売で、DISC 2ではヒット曲のセルフ・カバーを収録している。また、日本盤にはボーナス・トラックとしてEXILE ATSUSHIとのコラボレーション曲「End Of The Day」が収録された。この楽曲はアルバム発売に先駆け9月28日より先行配信が開始された。

## 収録曲
| #         | タイトル                                                 | 作詞・作曲 | プロデューサー                                        | 時間  |
| --------- | -------------------------------------------------------- | --- | ----------------------------------------------------- | ----- |
| 1.        | 「Believe」                                              | ネイザン・モリス ウォンヤ・モリス （ 英語版 ） ショーン・ストックマン メロディ・ペリー テディ・ライリー アレックス・チーマー                                                      | テディ・ライリー                                      | 3:30  |
| 2.        | 「So Amazing」                                           | ネイザン・モリス ウォンヤ・モリス ショーン・ストックマン メロディ・ペリー ティム・ケリー （ 英語版 ） ボブ・ロビンソン （ 英語版 ）                                               | ティム&ボブ                                           | 4:37  |
| 3.        | 「Put Some Music On」                                    | ネイザン・モリス ウォンヤ・モリス ショーン・ストックマン ジュリアン・ブネッタ | ジュリアン・ブネッタ                                  | 4:15  |
| 4.        | 「Slowly」                                               | ネイザン・モリス ウォンヤ・モリス ショーン・ストックマン ティム・ケリー ボブ・ロビンソン                                                                                          | ティム&ボブ                                           | 4:21  |
| 5.        | 「More Than You'll Ever Know」(featuring Charlie Wilson) | クラリス・ベル デニス・ベティス ワーリー・モリス チャーリー・ウィルソン メイヒン・ウィルソン                                                                                      | ウォンヤ・モリス チャーリー・ウィルソン               | 4:09  |
| 6.        | 「I Shoulda Lied」                                       | エリック・ドウキンズ アントニオ・ディクソン ケネス・エドモンズ ウォンヤ・モリス                                                                                                   | ベイビーフェイス アントニオ・ディクソン               | 4:06  |
| 7.        | 「Benefit of a Fool」                                    | エリック・ベリンガー アーネスト・クラーク （ 英語版 ） マルコス・パラシオス （ 英語版 ） アーロン・マイケル・コックス ウォンヤ・モリス                                            | ダ・インターンズ                                      | 3:52  |
| 8.        | 「Refuse to Be the Reason」                              | ネイザン・モリス ウォンヤ・モリス ショーン・ストックマン レックス・ライドアウト                                                                                                   | レックス・ライドアウト                                | 4:49  |
| 9.        | 「One More Dance」                                       | ブライアン・マイケル・コックス （ 英語版 ） アントニア・ディクソン ケネス・エドモンズ パトリック・スミス                                                                          | ベイビーフェイス アントニオ・ディクソン               | 4:33  |
| 10.       | 「Will You Be There」                                    | ネイザン・モリス ウォンヤ・モリス ショーン・ストックマン ティム・ケリー ボブ・ロビンソン                                                                                          | ティム&ボブ                                           | 4:15  |
| 11.       | 「Flow」                                                 | ドネール・ショーン・バトラー テディ・ライリー マシュー・ワシントン | テディ・ライリー                                      | 3:40  |
| 12.       | 「One Up for Love」                                      | ハリー・ボナー アントニオ・ディクソン ステイシー・デュラン ケネス・エドモンズ マーシー・エヴァンズ エリック・グリッグス アルビン・アイザック クリストファー・リディック・タインズ | クリストファー・リディック・タインズ テディ・ライリー | 3:28  |
| 合計時間: | 合計時間:                                                | 合計時間: | 合計時間:                                             | 49:35 |

| #         | タイトル                                | 作詞・作曲                 | プロデューサー   | 時間  |
| --------- | --------------------------------------- | -------------------------- | ---------------- | ----- |
| 13.       | 「End Of The Day」(feat. EXILE ATSUSHI) | - テディ・ライリー（作曲） | テディ・ライリー | 3:57  |
| 合計時間: | 合計時間:                               | 合計時間:                  | 合計時間:        | 53:32 |

| #         | タイトル                                     | 作詞      | 作曲・編曲 | プロデューサー                            | 時間 |
| --------- | -------------------------------------------- | --------- | ---------- | ----------------------------------------- | ---- |
| 1.        | 「Motownphilly」                             |           |            | ティム&ボブ                               | 3:50 |
| 2.        | 「On Bended Knee」                           |           |            | ジャム&ルイス                             | 5:35 |
| 3.        | 「Four Seasons of Loneliness」               |           |            | ジャム&ルイス                             | 4:58 |
| 4.        | 「Water Runs Dry」                           |           |            | ケネス・エドモンズ アントニオ・ディクソン | 3:25 |
| 5.        | 「A Song For Mama」                          |           |            | ベイビーフェイス アントニオ・ディクソン   | 5:10 |
| 6.        | 「It's So Hard to Say Goodbye to Yesterday」 |           |            | ボーイズIIメン                            | 3:01 |
| 7.        | 「I'll Make Love to You」                    |           |            | ベイビーフェイス アントニオ・ディクソン   | 4:00 |
| 8.        | 「End of the Road」                          |           |            | ベイビーフェイス アントニオ・ディクソン   | 5:33 |
| 9.        | 「Not Like You」                             |           |            | ジミー&テリー                             | 4:35 |
| 合計時間: | 合計時間:                                    | 合計時間: | 40:07      |                                           |      |